# 蘄艾盲走蟎
蘄艾盲走蟎（Typhlodromus (Anthoseius) crossostephium）為植綏蟎科盲走蟎屬下的一個物種，本種隸屬花綏蟎亞屬（Anthoseius）。

## 物種描述
雌蟲背板幾乎完全被有網紋，上有21對背毛。大多被毛成鏟形，Z4 及 Z5 背毛，頂端還有明顯鏟面。背板可見五對孔，氣門溝延伸至 j1 。胸板三對綱毛，腹肛板4對伴有孔洞的肛前毛。螯肢定趾四齒，動趾3齒。受精囊盞成鐘狀。第三對足及第四對足均有三對鏟狀刺毛（macrosetae），第二對足膝節有七對綱毛。
雄蟲腹肛板有六對肛前毛，擔精趾L狀。本種的背毛有一小段末端透明的節段，除本種外，目前全世界植綏蟎僅知菲律賓盲走蟎身上有此一特徵。
本種形態上類似T. acaciae、T. betulae、T. bullatus、T. gressitti、T. krimbasi、T. gutierrezi、菲律賓盲走蟎及T. tridentiger。肛前毛及肛前孔皆有四對，氣門溝皆延伸至 j1 及 R1 綱毛。動趾上皆有三齒，胸板上 st3  及 z5 綱毛末端皆為鏟狀，第四對足皆有三根刺毛。其中又與T. tridentiger和菲律賓盲走蟎尤其相似。

## 分布及棲地
本種目前僅知分布於蘭嶼岩岸上的蘄艾上發現，為首個於岩岸地形上發現的植綏蟎科物種。

## 發現過程
2017年，台灣生物學者何琦琛在蘭嶼象鼻岩附近岩岸地區的蘄艾上面，採集到一種植綏蟎，為首次在岩岸地形上面發現的該科物種。經過廖治榮鑑定後，確認其與形態最類似的菲律賓盲走蟎有穩定性差異，為一未曾描述過之物種，將其命名為蘄艾盲走蟎。

## 命名語源
本種種小名以其寄主蘄艾（Crossostephium chinense）命名。